# William Rittenhouse
William Rittenhouse, nato come Wilhelm Rettinghausen (Broich, 1644 – Germantown, 1708), è stato un imprenditore tedesco.

## Biografia
Wilhelm Rettingausen era nativo di Broich, un villaggio della Ruhr. Dopo aver fatto l'apprendista in una cartiera, si spostò in Olanda dove ritrovò il fratello maggiore. In Olanda rimase per circa una ventina di anni e apprese i metodi olandesi della lavorazione della carta. Nel 1665 si sposò con una donna olandese di nome Geertruid Pieters. La coppia ebbe due figli: Elizabeth e Claus.
Nel 1688, assieme a Claus, Wilhelm Rittenghausen emigrò in Pennsylvania e si stabilì a Germantown. Due anni dopo impiantò una cartiera, la prima in assoluto nel Nordamerica. Di religione mennonita, fu eletto vescovo nel 1690. Nel frattempo ottenne la cittadinanza della Pennsylvania e anglicizzò il suo nome in William Rittenhouse.
Rittenhouse morì nel 1708 all'età di 64 anni. L'attività passò al figlio Nicholas.